# استطالة فترة كيو تي الناتجة عن الأدوية
تعرف إطالة فترة كيو تي كزيادة فترة كيو تي فوق 0.45 مللي ثانية في تخطيط كهربائية القلب، وعادةً ما تنتج تلك الحالة نتيجةً لاستخدام مضاد اضطراب نظم ضربات القلب، مثل الأميودارون وسوتالول، أو عدد من الأدوية الأخرى التي تم الإبلاغ عن حدوث تلك المشكلة مع استخدامها مثل: سيسابريد. بعض العقاقير المضادة للذهان، مثل هالوبيريدول وزيبراسيدون، تسببت أيضًا في إطالة فترة كيو تي كتأثير جانبي. تسببت أيضًا مضادات الهستامين، و الإريثروميسين، و سيبروفلوكساسين في إطالة فترة كيو تي.  قد تلعب الطفرات الجينية دورًا في إطالة فترة كيو تي. ويرتبط ذلك مع نقص بوتاسيوم الدم، نقص الكالسيوم في الدم وانخفاض حرارة الجسم ويمكن أن تؤدي إلى تورساد دي بوانت.

## قائمة الأدوية المرتبطة بإطالة فترة كيو تي طبقًا لادارة الأغذية والعقاقير

### مضادات اضطراب النظم
- النوع الأول
- كوينيدين
- ديسوبيرامايد
- بروكايناميد
- النوع الثالث
- سوتالول
- أميودارون
- دوفيتيليد

### المضادات الحيوية
- عائلة الماكروليد
- إريثروميسين
- كلاريثروميسين
- أزيثرومايسين
- عائلة الكوينولون
- ليفوفلوكساسين
- موكسيفلوكساسين[1]
- أدوية أخرى
- بيداكويلين
- ديلامانيد
- بينتاميدين

### مضاد فطريات
- فلوكونازول
- كيتوكونازول

### مضادات الهستامين
- أستيميزول[2]
- هيدروكيزين[3]
- ميزولاستين[2]
- تيفينادين

### مضادات الملاريا
- كلوروكين
- هالوفانتين  [لغات أخرى]‏

### تدابير علاج الإيدز
- لوبينافير
- ريتونافير
- سيكينافير[2]

### العلاج الكيميائي
- فانديتانيب

### مدرات البول
- فوروسيميد

### عامل محدث للحركة
- سيسابريد
- أشباه الأفيونيات
- آبومورفين[4]
- ميثادون

### عقارات نفسانية التأثير
- أميتربتيلين[5]
- أسينابين
- سيتالوبرام[2]
- كوكايين[6]
- إسيتالوبرام[2]
- فلوفينازين
- هالوبيريدول
- إلوبريدون
- لوراسيدون
- أولانزابين
- باليبريدون
- بيموزيد [2]
- كويتيابين
- ريسبيريدون
- ثيوريدازين
- زيبراسيدون

### أدوية مناهضة لمستقبلات الاستروجين
- تاموكسيفين
- توريميفين